# Lake Lillian (Minnesota)
Lake Lillian es una ciudad ubicada en el condado de Kandiyohi en el estado estadounidense de Minnesota. En el Censo de 2010 tenía una población de 238 habitantes y una densidad poblacional de 200,2 personas por km².

## Geografía
Lake Lillian se encuentra ubicada en las coordenadas 44°56′45″N 94°52′48″O / 44.94583, -94.88000. Según la Oficina del Censo de los Estados Unidos, Lake Lillian tiene una superficie total de 1.19 km², de la cual 1.19 km² corresponden a tierra firme y (0%) 0 km² es agua.

## Demografía
Según el censo de 2010, había 238 personas residiendo en Lake Lillian. La densidad de población era de 200,2 hab./km². De los 238 habitantes, Lake Lillian estaba compuesto por el 98.32% blancos, el 0.42% eran afroamericanos, el 0% eran amerindios, el 0.42% eran asiáticos, el 0% eran isleños del Pacífico, el 0% eran de otras razas y el 0.84% pertenecían a dos o más razas. Del total de la población el 2.1% eran hispanos o latinos de cualquier raza.